# ザック・フィルキンス
ザッカリー・ダグラス・フィルキンス / Zachary Douglas Filkins [1978年9月15日 - ] は、アメリカの音楽家、作詞家であり、彼はアメリカのポップ・ロックバンドワンリパブリックのギタリストである。 

## 生い立ち

### 若年期
フィルキンスの子供時代は主に、スペイン、バルセロナでクラシックギターを熱心に習うことに費やされた。彼はコロラド州、コロラドスプリングスにあるコロラドスプリングス・クリスチャン高校に入学し、学校のサッカーチームで活動をしていた。彼が将来のバンド仲間、ライアン・テダーに出会ったのはその高校における最終年次のときであった。家へ車で帰る間、ザックとライアンは好きなミュージシャンについて話をし、バンドを結成しようと決めた。彼らは数人の友人とともに"ディス・ビューティフル・メス"というグループで演奏をし始め、友人や家族が参加した小さな演奏会で演奏をした。最終学年が終わり、ザックとライアンは違う大学へ行き、別々の道を進むこととなった。

### 私生活
2010年、ザックと彼の妻、リンドセイは息子を授かった。彼はワンリパブリックのデビューアルバム、"ドリーミング・アウト・ラウド"のライナーノート（CDやレコードに付属する解説書）において公に感謝を述べ、彼の妻のことを知らせた。ザックは流暢なスペイン語を話す。

## 経歴

### モデル業
ザックはロサンゼルスに引っ越してワンリパブリックの活動を開始する前に、シカゴ郊外でいくつかのモデルの仕事を行った。彼はマキシマム・タレント・エージェンシーのもとで働き、コヴィントンやジョッキー・アンダーウェアなどいくつかの企業広告のモデルとなった。彼の胴部の写真は今も、ジョッキーアンダーウェアの商品パッケージで見ることができる。

### ワンリパブリック
ザックはバンド内で、ギター、ヴィオラを演奏し、バックグラウンドヴォーカルを担当している。ギターとバックグラウンドヴォーカルを担当することに加え、彼は友達であり、かつ共にバンドを結成したライアン・テダーを、作詞、楽曲制作などにおいてサポートをしている。ザックは"オール・フォール・ダウン"、"プロディガル"、"セイ（オール・アイ・ニード）（Say (All I Need)）"、"スリープ"、"サムシングズ・ノット・ライト・ヒア"、"ストップ・アンド・ステア"、"タイラント"、"ウォント・ストップ"において作詞、作曲の協力をしている。
2002年にザックは、ライアンからまだ共にバンドを組みたいと思っているかという旨の電話を受ける。ライアンはシカゴからロサンゼルスへ引っ越すことでザックを納得させた。数回メンバーの変更を行った後、バンドはライアンがキーボードとリードボーカルを、ザックとドリュー・ブラウンがギターを、ブレント・クツレがベースとチェロ、エディー・フィッシャーがドラムとパーカッションを担当するという形で固まった。ロサンゼルスでたった９ヶ月活動した後、彼らはコロンビア・レコードと契約を結び、２年かけてフルアルバムの収録を行った。アルバムがリリースされることになっていた２ヶ月前、彼らは彼らはレーベルから解雇された。彼らが契約を打ち切られてまもなく、バンドのマイスペースへの注目は急激に上昇し、その後彼らはマイスペースにおいて最も有名な契約を結んでいないアーテょストとなった。インタースコープ・レコードを含む数多くのレーベルが、レコード契約を結ぶことを持ちかけた。他の有名なレコードレーベルへ行くことはせず、バンドはティンバランドのモスリーミュージックグループ傘下にあるインタースコープと契約を結び、彼らはインタースコープ初のロックバンドとなった。

### その他
ザックは、ヒット中の犯罪シリーズ、クリミナルマインズの"エピローグ"と題するシーズン７、第６話に森林警備隊員としてゲスト出演した。